# Vampiro (luchador)
Ian Richard Hodgkinson (31 de mayo de 1967) es un luchador profesional canadiense retirado, conocido con el nombre de Vampiro. Actualmente trabaja para la empresa de lucha libre mexicana Lucha Libre AAA Worldwide ahora como gerente general, pero tuvo un gran éxito también en el Consejo Mundial de Lucha Libre durante los principios de los 90s y en la World Championship Wrestling, donde obtuvo el WCW Tag Team Championship con The Great Muta. Recientemente trabaja para Guardian Angels siendo la cabeza del grupo en México. También trabajo en Juggalo Championship Wrestling, es el vocalista de la banda de metal gótico Droch Fhoula, y fue miembro original de la banda Dark Lotus. También se ha desempeñado como reportero del programa Extranormal. 
Hodgkinson ha sido dos veces campeón mundial al ser una vez Campeón Mundial de Peso Completo de la UWA y una vez Campeón Universal Peso Pesado de la WWC. También fue una vez Campeón Mundial de Peso Semicompleto de la NWA, una vez Campeón Mundial en Parejas de WCW, una Campeón Mundial en Parejas de la AAA y fue ganador de Rey de Reyes (2006)..

## Primeros años
Hodgkinson solía ser guardaespaldas del grupo pop Milli Vanilli. Antes de la lucha libre, Hodgkinson era un prospecto a ser portero de hockey sobre hielo que, siendo reclutado por Kingston Frontenacs de la Liga de hockey de Ontario.

## Carrera

### Primeros años (1984-1998)
Hodgkinson comenzó su carrera de luchador profesional fuera de Montreal, Quebec. Ocasionalmente asistía antes de los eventos para ver los entrenamiento de los luchadores. Empezó su entrenamiento en 1984 con su mentor Abdullah the Butcher. La primera lucha de Vampiro terminó con una victoria de parejas al lado de Pierroth, Jr. derrotando a Mogur y Huracán Sevilla en 1985.

### World Championship Wrestling (1998-2001)
A finales de los 90s, Vampiro firmó con WCW. Su primera lucha se llevó a cabo el 29 de junio de 1998 en un episodio de WCW Monday Nitro, derrotando a Brad Armstrong. El no volvió a participar en WCW hasta el 18 de marzo de 1999 en la edición de WCW Thunder, cuando ganó su batalla ante Prince Iaukea.
En ese mismo año, formó un equipo con Insane Clown Posse (ICP) y Raven llamado The Dead Pool (inicialmente nombrado The Necro-Ward). Su estancia en el equipo pronto acabó cuando ganó popularidad e inició una fuerte rivalidad con Eddie Guerrero, Rey Mysterio, Jr., y Konnan.
Vampiro inició otra rivalidad con Berlyn, cuando derrotó a Berlyn en el torneo por el WCW World Title. La venganza de Berlyn, le costó la lucha de Vampiro contra Buff Bagwell con lo que él fue eliminado del torneo también. Esta riña continuó hasta el evento Mayhem de 1999 cuando luchó contra Berlyn terminando con una victoria por rendición.
En los inicios de 2000, formó una alianza con Sting, llamada "Brothers in Paint", después le tuvo que ayudar a su compañero para vencer a Lex Luger en un combate de leñadores. Este compañerismo terminó pronto cuando Vampiro se volvió contra Sting, culminando en una batalla donde Vampiro resultó victorioso luego de quemar a su rival.
Vampiro participó en un torneo por el WCW United States Title que se encontraba vacante, se enfrentó en la primera ronda contra The Great Muta, sin embargo, perdió. Vampiro luego se uniría a Muta para atacar a Ernest 'The Cat' Miller. Vampiro ganó su primer y único campeonato en WCW al lado de The Great Muta, derrotando al equipo KroniK en Vancouver, Canadá el 13 de agosto de 2000. Su reinado duro poco ya que fueron derrotados Rey Mysterio Jr y Juventud Guerrera en Kelowna, Columbia Británica, Canadá. Vampiro terminó su relación con Muta, situándose en una lucha de triple amenaza Fall Brawl contra Sting y Muta, la cual fue ganada por Sting.
Vampiro volvió un mes después, cuando derrotó a Crowbar en una lucha extrema. Luego retó a Mike Awesome en Halloween Havoc, perdiendo por la cuenta de tres. Vampiro terminó lesionado, desafortunadamente no se recuperó antes de que WCW fuera comprada World Wrestling Federation.

### Circuito independiente (2001-2003)
Vampiro entró al CMLL e inició giras con All Japan Pro Wrestling, donde tuvo la oportunidad de presentarse en Puerto Rico.
En 2001, Vampiro realizó varias apariciones con XPW. Debutó en esta empresa el 26 de mayo. Realizó retos por el XPW World Heavyweight Championship varias ocasiones, todas de ellas terminaron en derrota. Su lucha final fue en enero de 2002 cuando perdió con el diez veces campion Johnny Webb.

### Total Nonstop Action Wrestling (2003)
El 17 de septiembre de 2003, debutó con Total Nonstop Action Wrestling. Comenzó una rivalidad con Raven, quien finalmente lo venció en "Blood Gallows of Retribution" el 29 de octubre. 

### Regreso al Circuito Independiente (2004-2007)
En 2005 inició junto con Shocker una promoción para la empresa AAA, sin tener planes de regresar a TNA o a WWE.
Mientras no aparecía en AAA, Vampiro luchó en Estados Unidos en el sureste de California con la empresa FCW, en Puerto Rico con IWA, con IPW: UK en el Reino Unido y con Nu Wrestling Evolution por toda Italia. El 10 de marzo de 2006 Vampiro ganó el título de Rey de Reyes (AAA) en una batalla de eliminación en la que participaron 12 luchadores.

### Wrestling Society X (2007)
El 26 de enero de 2007 fue programado en el piloto de un nuevo show de lucha libre producido por MTV llamado Wrestling Society X. Compitió en una batalla real (Royal Match) de 10 hombres. Eventualmente ganó uno de dos contratos para inaugurar el Wrestling Society X Championship contra Syxx-Pac (Sean Waltman). Obtuvo el WSX Championship después de vencer a Syxx-Pac el 6 de febrero. Ricky Banderas derrotó a Vampiro para arrebatarle el WSX Championship.

### Asistencia Asesoría y Administración (2008-2010)
En abril de 2008, Vampiro volvió a AAA retando a El Mesías por una pelea en TripleMania XVI. Esta batalla tuvo lugar el 13 de junio de en la Ciudad de México terminando en empate. Vampiro venció a Konnan en Rey de Reyes 2009 con la ayuda de Marco Corleone. En Triplemania XVII Vampiro representó al Equipo AAA en una lucha donde ganó ante La Legión Extranjera de Konnan para recuperar el control de AAA y forzar a Konnan a retirarse de la compañía. Al regreso de su lesión, regresó como elemento sorpresa de Joaquín Roldán con una nueva imagen, pero lo atacó estrellándolo en una mesa uniéndose a la Legión Extranjera, después aclaró que no se uniría a la legión. Después de Triplemanía entró en rivalidad con Dr Wagner Jr. a quien retó por el Megacampeonato Completo Unificado, se enfrentara a él y a su hermano Silver King en Verano de Escándalo.

### Juggalo Championship Wrestling (2011)
El 23 de febrero de 2011, Vampiro oficialmente salió de su retiro y regresó a Juggalo Championship Wrestling (JCW) tanto como un luchador y un consultor de la empresa. Se elevaron las esperanzas de desarrollo del talento, teniendo la empresa internacional, y, más concretamente, con lo que América Latina. At Monster's Island, fue colocado en una rivalidad con el gigante luchador Kongo Kong. Raven interfirió en la lucha y atacó a Vampiro, lo que le perdiendo por pinfall. Vampiro perdió la revancha con Kong en los primeros ataques Juggalo Championship Wrestling en Internet Hacha pay-per-view

### Asistencia Asesoría y Administración (2011-2019)

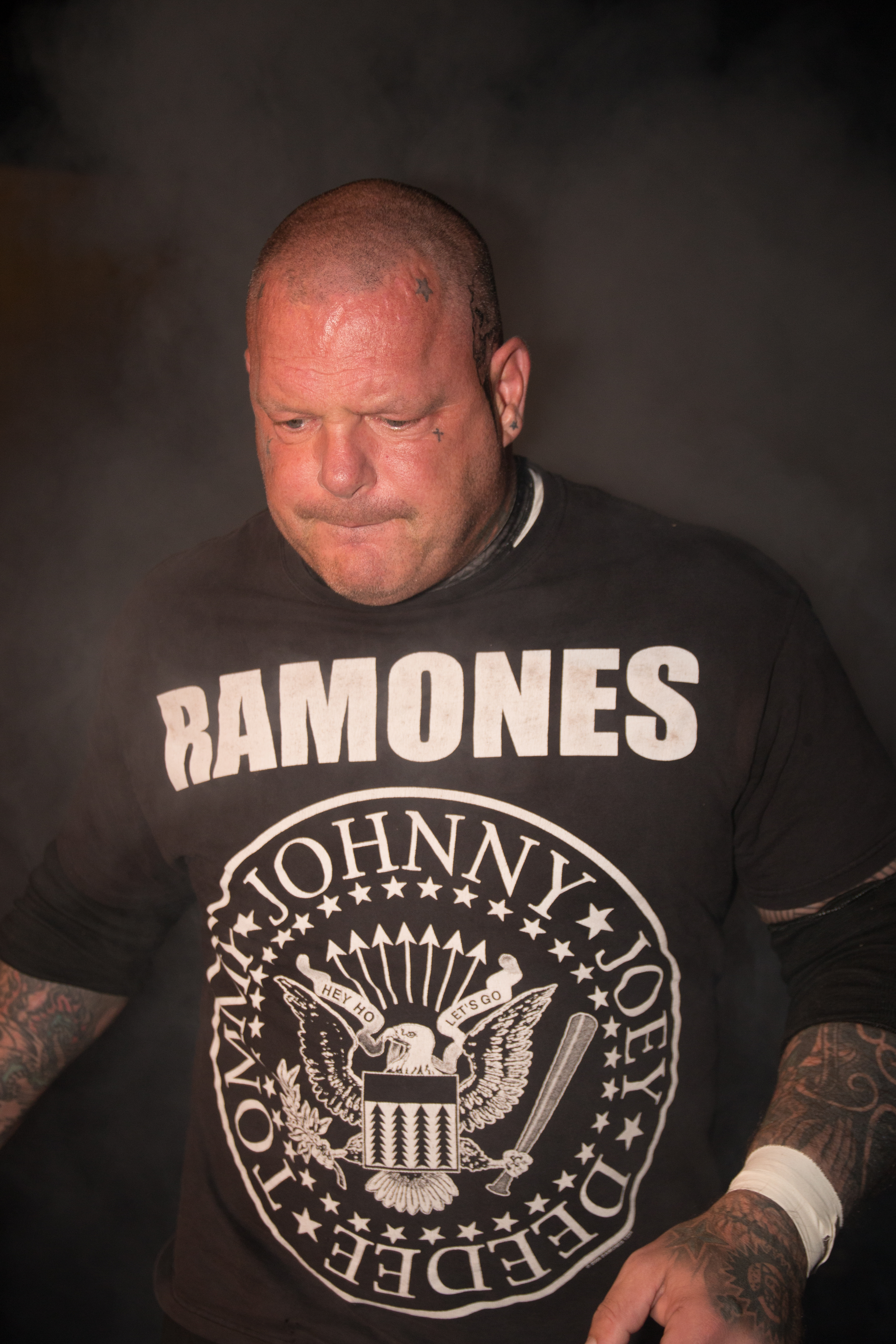
Vampiro en 2015.

El 28 de noviembre en su cuenta oficial de Facebook anunció su regreso a la lucha libre en la empresa AAA. El 16 de diciembre hace su regreso en Guerra de Titanes atacando a Phill Shatter, The Pope y Rob Terry de TNA en apoyo al El Mesias y a la Secta Ozz, Cuervo, pidiendo disculpas al Lic. Roldán por los hechos ocurridos en su regreso en el 2010, uniéndose al ejército AAA y recreando el concepto de "La Secta". El 7 de octubre de 2012, en Héroes Inmortales, Vampiro & Joe Líder derrotaron a Abyss & Chessman, ganando el Campeonato Mundial en Parejas de AAA. Sin embargo, el 22 de mayo la AAA despojó a Líder y Vampiro de los títulos por no defenderlos. Actualmente es locutor de Lucha Underground terminando la primera temporada de manera espléndida en donde en la última Lucha regreso a los enconrdados Actualmente es el director de Talento de AAA

## Vida personal
Hodgkinson creció sólo con su madre y dos hermanas. Hodgkinson se divorció de su esposa Kitsu con la que tuvo a una niña llamada Dasha.
El documental Vampiro: Angel, Devil, Hero fue producido por Odessa Filmworks y Zed Jamaica y se presentó en Canadá el 12 de noviembre de 2008.
Tiene un tatuaje en su brazo izquierdo que dice: "México City". Habla español de forma fluida.
En julio de 2009 se reportó que Vampiro se fracturó la espalda cuando salto desde 5 metros de altura desde la ventana de su habitación. El periódico "The Sun" anunció que se fracturó cuatro vértebras y que necesitará varios meses de recuperación.
Otras versiones apuntan a que sufrió una caída durante una función en California, ocasionándole graves fracturas en las vértebras de su cuello y un desprendimiento de masa encefálica, a pesar de eso, la lesión sólo lo retiró momentáneamente del ring.
El aparece también en el programa ahora llamado Extranormal desde 2011 y en la versión mexicana de la telenovela La Mujer De Judas producida en 2012, ambas producciones de Azteca.
El 12 de abril de 2019, Hodgkinson fue diagnosticado con Alzheimer.

## Campeonatos y logros
- Asistencia Asesoría y Administración
  - Campeonato Mundial en Parejas de AAA (1 vez) - con Joe Líder
  - Torneo Rey de Reyes (2006)

- Consejo Mundial de Lucha Libre
  - NWA World Light Heavyweight Championship1 (1 vez)[1]

- Federación Internacional de Lucha Libre
  - FILL Heavyweight Championship (1 vez)

- International Wrestling Association[1]
  - IWA Hardcore Championship (3 veces)
  - IWA Intercontinental Heavyweight Championship (1 vez)

- Juggalo Championship Wrestling
  - JCW Heavyweight Championship (2 veces)[1]

- Nu-Wrestling Evolution
  - NWE World Heavyweight Championship (1 vez)[15]

- Universal Wrestling Association
  - UWA World Heavyweight Championship (1 vez)[1]

- World Championship Wrestling
  - WCW World Tag Team Championship (1 vez) – con The Great Muta[1]

- World Wrestling Council
  - WWC Universal Heavyweight Championship (1 vez)

- Wrestling Society X
  - WSX Championship (1 vez)[1]

- Pro Wrestling Illustrated
  - Situado en el Nº31 de los 500 mejores luchadores del PWI 500 en 2000.
  - Situado en el Nº277 en los PWI 500 de 2010[16]

## Luchas de Apuestas
| Apuesta   | Ganador                       | Perdedor                | Lugar                        | Fecha                   | Nota                                       |
| --------- | ----------------------------- | ----------------------- | ---------------------------- | ----------------------- | ------------------------------------------ |
| Cabellera | Vampiro                       | Antonio Jasso           | Xochimilco, Ciudad de México | 21 de marzo de 1992     | -                                          |
| Cabellera | Vampiro                       | Rick Patterson          | Monterrey, Nuevo León        | 28 de junio de 1992     | Triple amenaza incluyendo a Sangre Chicana |
| Cabellera | Vampiro                       | Pirata Morgan           | Ciudad de México             | 17 de julio de 1992     | -                                          |
| Cabellera | Vampiro                       | Aaron Grundy            | Monterrey, Nuevo León        | 23 de agosto de 1992    | -                                          |
| Cabellera | Vampiro                       | Sangre Chicana          | Monterrey, Nuevo León        | 10 de diciembre de 1992 | -                                          |
| Cabellera | Vampiro                       | Pirata Morgan           | Houston, Texas               | 1 de septiembre de 1998 | -                                          |
| Cabellera | Vampiro                       | Rey Bucanero            | Ciudad de México             | 13 de diciembre de 2002 | -                                          |
| Cabellera | Shocker                       | Vampiro                 | Ciudad de México             | 4 de abril de 2003      | -                                          |
| Cabellera | Cien Caras y Máscara Año 2000 | Vampiro y Pierroth, Jr. | Ciudad de México             | 17 de diciembre de 2004 | -                                          |